# W. Alexander Köhler
Wilhelm Alexander Köhler (Pseudonym: Alexander Charbonnier) (* 8. Februar 1885 in Dresden; † 12. Juni 1931 ebenda) war ein deutscher Theaterschauspieler und Kunstkritiker.

## Leben und Wirken
Er war der Sohn des Zimmerfrotteurs Heinrich Wilhelm Köhler und dessen Ehefrau Ottilie Martha Lucia Kühler geborene Brinsa. Nach der Schulzeit in seiner Heimatstadt studierte er in Dresden und war danach an verschiedenen Theatern als Schauspieler tätig. So trat er in den Theatern in Görlitz und Lemberg auf, wo er auch als Dramaturg arbeitete.
Später übernahm Köhler die künstlerische Leitung der Astra-Filmgesellschaft. Bekannt wurde er auch als Kunstkritiker und Mitarbeiter verschiedener Zeitungen und Zeitschriften. Ein großer Erfolg blieb ihm allerdings versagt. Sein 1922 geschriebenes Drama „Golgatha. Parallele in drei dramatischen Vorgängen“ wurde an der Sächsischen Landesbühne in Dresden aufgeführt.
Am 22. Oktober 1910 heiratete er in Dresden Marie Emma geborene Grünberg, die Tochter von Gustav Adolf Grünberg aus Oberpesterwitz. Aus der gemeinsamen Ehe gingen die beiden Söhne Wolfgang und Leopold Alexander Köhler hervor.
Köhler starb am 12. Juni 1931 im Alter von 46 Jahren im Stadtkrankenhaus Dresden-Friedrichstadt an Herzschwäche.

## Schriften (Auswahl)
- Golgatha. Parallele in drei dramatischen Vorgängen. 1922.
- Mensch und Meer. Seestücke in 4 Akten, 1925.
- Edom und Israel. Mythische Episoden zur Weltgeschichte in zwei dramatischen Kapiteln. 1925.
- Frühlings-Evangelium. Histörchen in 3 Akten. 1925.